# A Secret Affair
A Secret Affair es una película estadounidense de 1999 dirigida por Bobby Roth.

## Sinopsis
La película cuenta la historia de Vanesa Shaw, una escultora estadounidense de 40 años que pasa por el mejor momento de su vida pues va a casarse con Stephen Rocken, su novio desde hace 5 años y el asesor financiero de la tienda en la que ella trabaja. Su mejor amiga Mimi se convertirá en su confidente de esta aventura que comienza cuando Vanesa en un viaje a la ciudad de Venecia conoce a Bill Fitzgerald, un reportero de guerra en la televisión inglesa que también está en el mejor momento de su carrera como reportero, 
pues está cubriendo la guerra de los Balcanes en Kosovo, antigua Yugoslavia. Él tiene una hija de 9 años Helen, que vive con su abuela desde la muerte de su madre, Rachel, víctima de linfoma hacía ya 8 años. Al encontrarse Vanesa y Bill en Venecia, estos comienzan una aventura de amor.
- Datos: Q5654205